# Dazaifu
Dazaifu (jap. 太宰府市 Dazaifu-shi) – miasto w Japonii, w prefekturze Fukuoka, na wyspie Kiusiu (Kyūshū).

## Historia
1 kwietnia 1889 roku, wraz z wprowadzeniem nowego podziału administracyjnego, w powiecie Mikasa powstała wioska Dazaifu. 1 kwietnia 1896 roku stała się częścią powiatu Chikushi. 13 września 1892 roku Dazaifu zdobyło status miasteczka (町), a 1 kwietnia 1982 roku – status miasta (市).

## Populacja
Zmiany w populacji Dazaifu w latach 1970–2015:
| Rok  | Populacja |
| ---- | --------- |
| 1970 | 26 155    |
| 1975 | 36 553    |
| 1980 | 50 273    |
| 1985 | 57 737    |
| 1990 | 62 402    |
| 1995 | 64 913    |
| 2000 | 66 099    |
| 2005 | 67 087    |
| 2010 | 70 482    |
| 2015 | 72 168    |